# إليوت كولا
إليوت كولا (بالإنجليزية: Elliott Colla)‏ هو أكاديمي ومترجم أمريكي متخصص في الأدب والثقافة العربيين. يعمل حاليًا أستاذًا مشاركًا بقسم اللغة العربية والدراسات الإسلامية بجامعة جورجتاون.

## حياته العملية
حصل كولا على درجة البكالوريوس في الآداب من جامعة كاليفورنيا في بيركلي سنة 1989، ثم حصل على درجة الدكتوراه في الأدب المقارن من الجامعة ذاتها سنة 2000. وقد وصلت ترجمته لرواية «التبر» لإبراهيم الكوني إلى القائمة القصيرة لجائزة بانيبال سنة 2009. يشارك كولا في تحرير مجلة جدلية الإلكترونية.

## المؤلفات
- Conflicted Antiquities: Egyptology, Egyptomania, Egyptian Modernity. Durham: Duke University Press, 2007.
- Baghdad Central. London: Bitter Lemon Press, 2014.

## الترجمات
- مالك الحزين (بالإنجليزية: The Heron)‏، لإبراهيم أصلان.
- تحت خط الفقر (بالإنجليزية: Poor)‏، لإدريس علي.
- التبر (بالإنجليزية: Gold Dust)‏، لإبراهيم الكوني.
- السيدة من تل أبيب (بالإنجليزية: The Lady from Tel Aviv)‏، لربعي المدهون.[6]

## وصلات خارجية
- الصفحة الرسمية
- السيرة الذاتية على موقع جامعة جورجتاون
- السيرة الذاتية على موقع جائزة بانيبال